# عملة الولايات المتحدة بمناسبة الذكرى المئوية الثانية

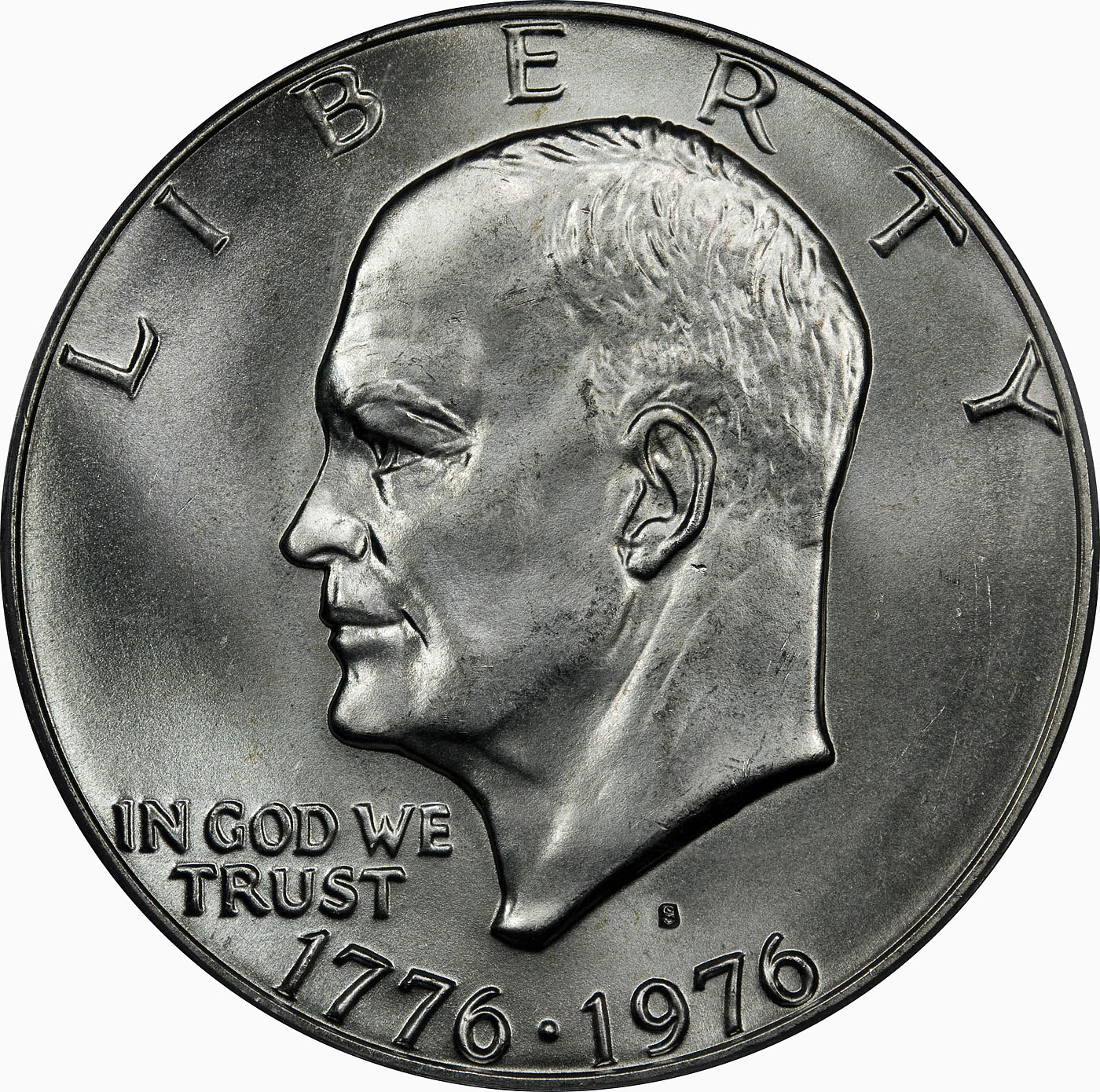
دولار أيزنهاور مع التاريخ المزدوج 1776-1976

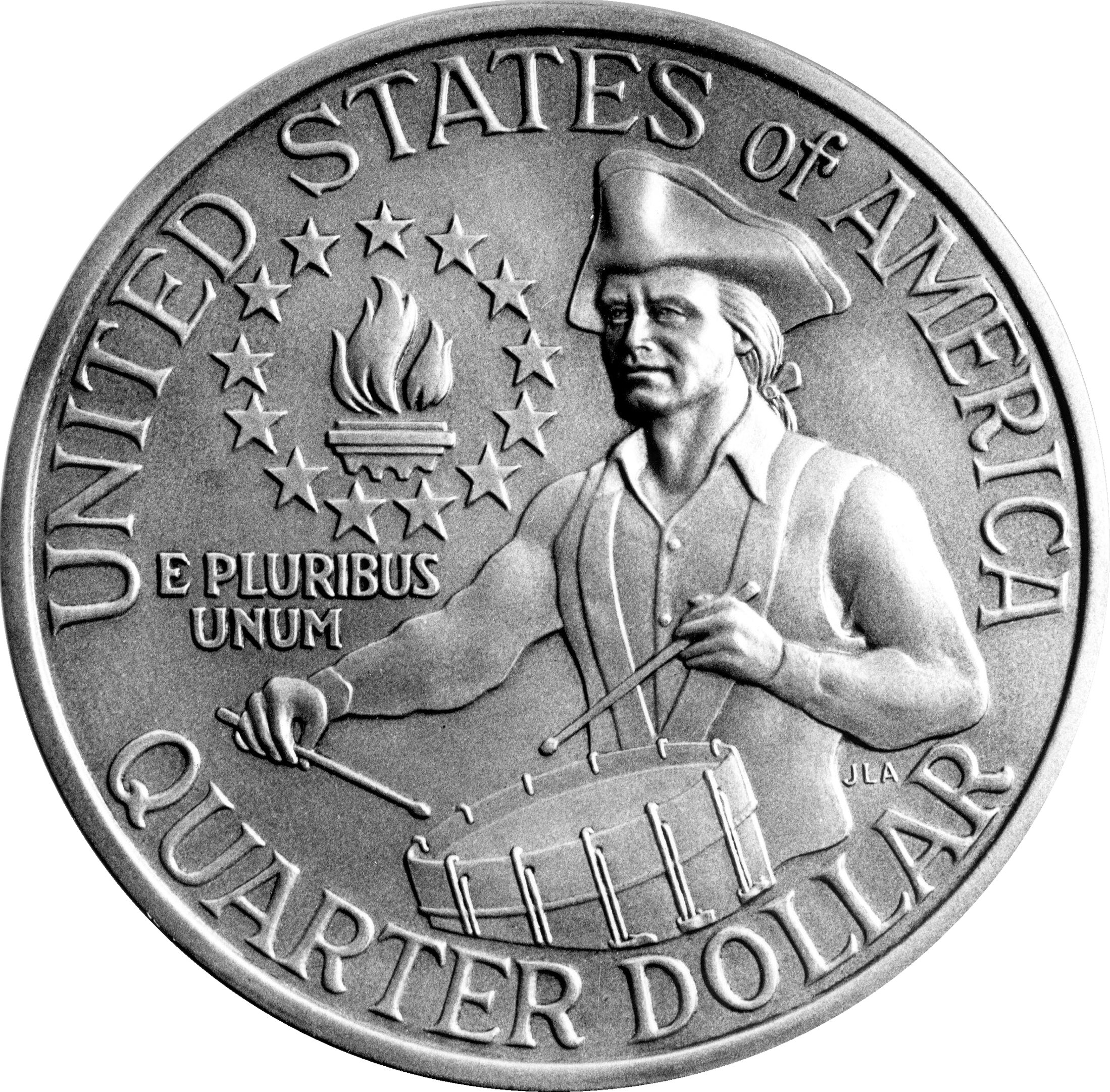
ربع الذكرى المئوية الثانية على ظهر السفينة

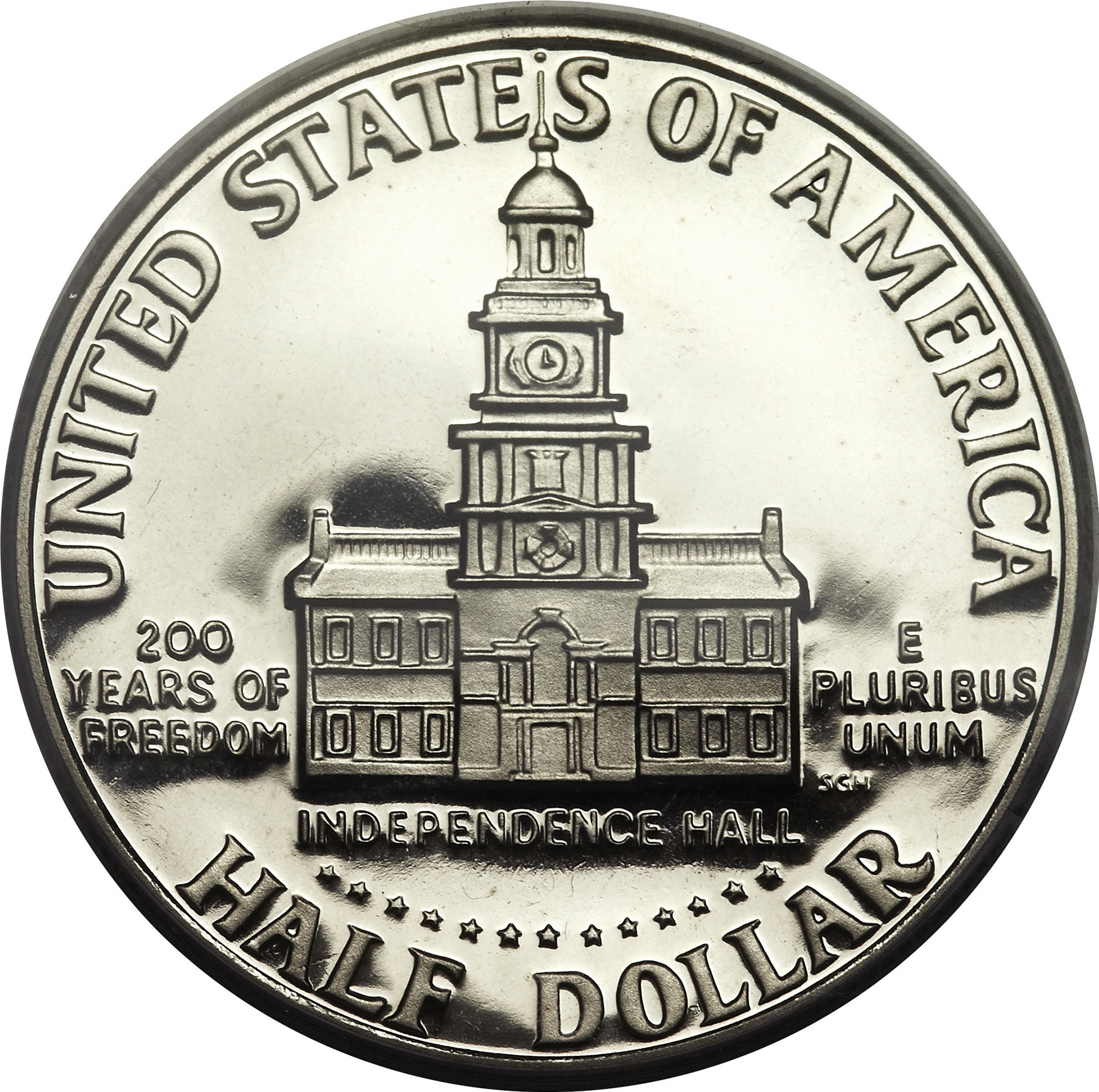
نصف دولار الذكرى المئوية الثانية على الوجه الآخر

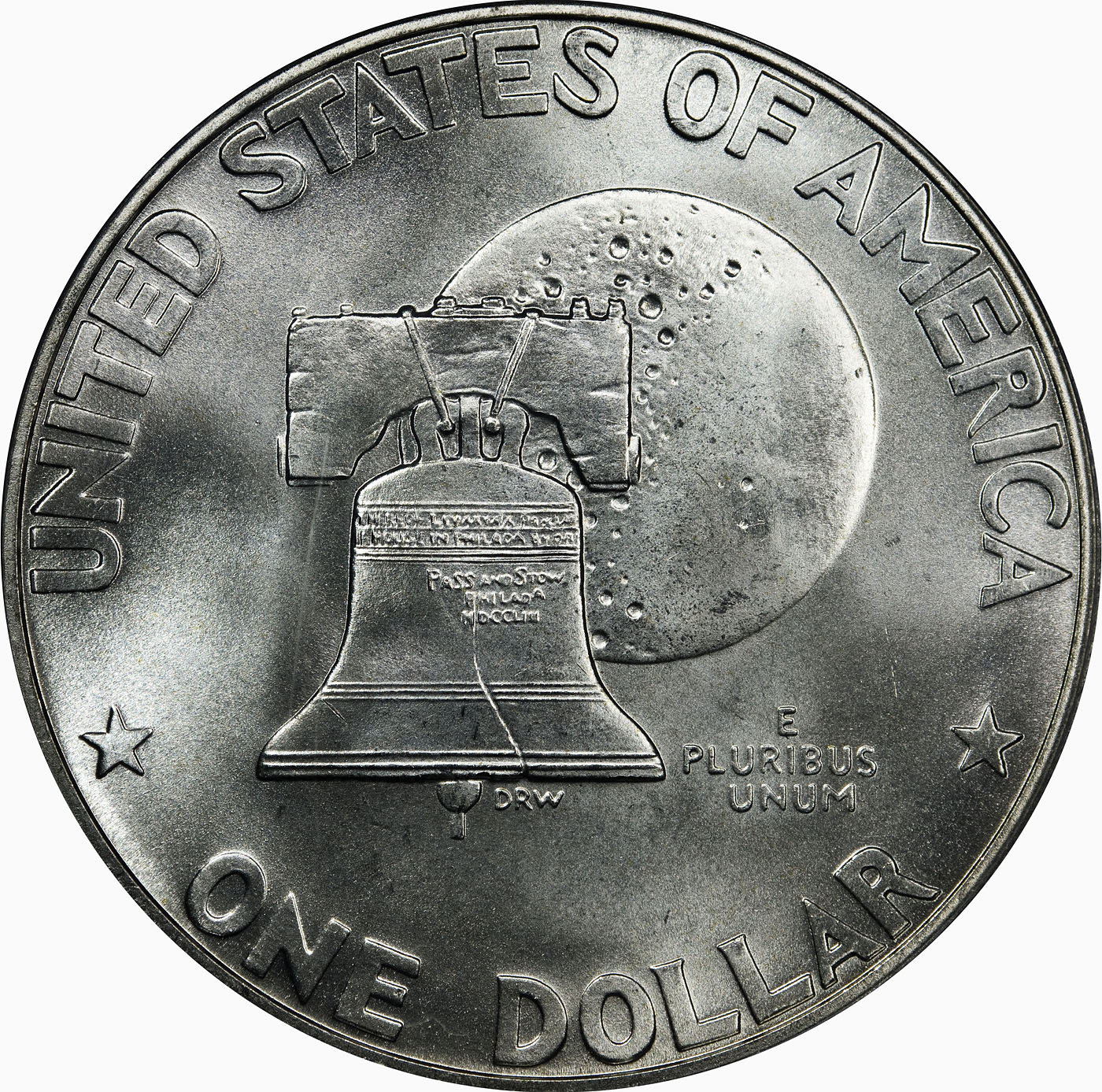
الدولار ذو الوجهين المئويين (النوع الأول)

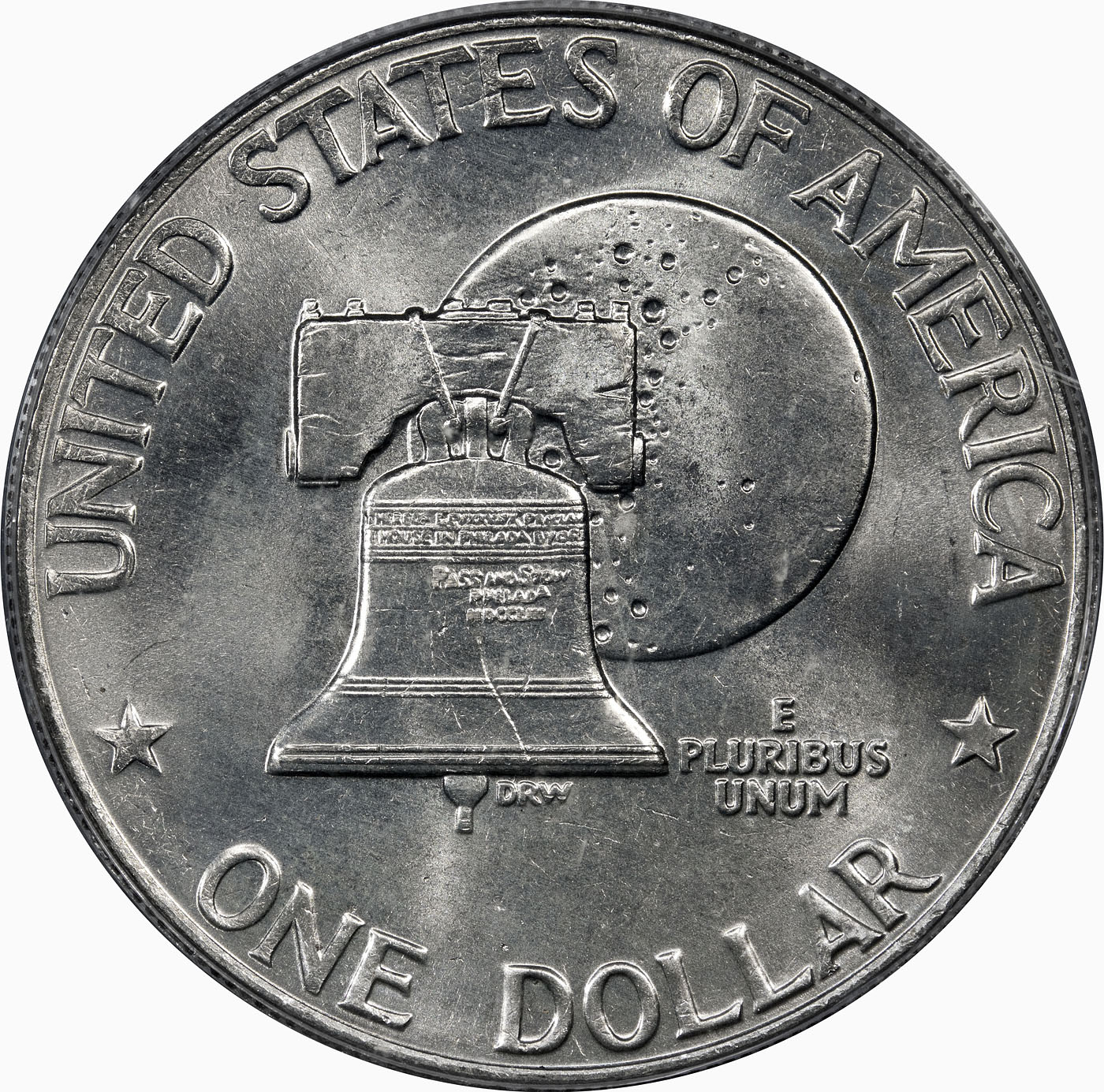
الدولار ذو الوجهين المئويين (النوع الثاني)

عملة الذكرى المئوية الثانية للولايات المتحدة هي مجموعة من العملات التذكارية المتداولة تتكون من ربع دولار ونصف دولار ودولار سكت من قبل دار سك العملة الأمريكية في عامي 1975 و1976. بغض النظر عن وقت الضرب تحمل كل عملة التاريخ المزدوج 1776-1976 على الوجهين العاديين لربع دولار واشنطن ونصف دولار كينيدي ودولار أيزنهاور. لم تسك أي عملات معدنية مؤرخة عام 1975 من أي من الفئات الثلاث.
ونظراً للانتهاكات السابقة في النظام دعت دار سك العملة إلى عدم إصدار العملات التذكارية بدءاً من خمسينيات القرن العشرين. ابتداءً من عام 1971 قدم أعضاء الكونجرس مشاريع قوانين للسماح بإصدار عملات معدنية تكريماً للذكرى المئوية الثانية لتأسيس الولايات المتحدة والتي ستحدث في عام 1976. في البداية عارضت دار سك العملة من خلال مديرتها ماري بروكس مثل هذه المقترحات ولكنها دعمتها فيما بعد وأقر الكونجرس تشريعًا يتطلب إعادة التصميم المؤقت للجانب الخلفي من الربع دولار ونصف الدولار والدولار.
وقد أسفرت مسابقة وطنية عن تصميم طبول استعمارية للربع دولار وقاعة الاستقلال للنصف دولار وجرس الحرية متراكبًا على القمر للدولار. تظل العملات المعدنية الثلاثة شائعة اليوم بسبب الكمية التي ضربت. كانت القطع المتداولة مصنوعة من النحاس والنيكل كما أصدر الكونجرس قرارًا بضرب 45 مليون قطعة من الفضة جزئيًا لهواة الجمع. وقد باعت دار سك العملة أكثر من نصف العملات الفضية قبل أن تذيب الباقي بعد سحبها من البيع في عام 1986.

## الخلفية
سكت العملات التذكارية لعدد من الأحداث والذكرى السنوية من قبل دار سك العملة الأمريكية منذ عام 1892. ستسعى المنظمات للحصول على موافقة الكونجرس على إصدار عملة معدنية وسيُسمح لها بشراء الإصدار وبيعه للجمهور بسعر أعلى. كان الإصدار الأخير من بين هذه العملات التذكارية نصف دولار تكريماً لبوكر تي واشنطن وجورج واشنطن كارفر وقد سكت على مدى عدد من السنوات وتوقف إنتاجه في عام 1954. كان سعرها الأصلي 3٫50 دولار أمريكي وخفض سعرها مرارا وتكرارا ولم يكن من الممكن بيع العديد منها بسعر أعلى فدخلت التداول. لقد أساء مروج هذه القضايا إس جيه فيليبس، التعامل مع التوزيع وخسر 140٬000 دولار أمريكي. تسببت الدعاية السلبية في دفع وزارة الخزانة التي تعد دار سك العملة جزءًا منها إلى معارضة مقترحات العملات التذكارية اللاحقة وحتى سبعينيات القرن العشرين لم يقر الكونجرس أيًا منها.
في عام 1966 أنشأ الكونجرس لجنة الذكرى المئوية الثانية للثورة الأمريكية (أيه أر بي سي) للتخطيط وتنسيق الأنشطة المرتبطة بالذكرى المئوية الثانية لاستقلال أمريكا عام 1976 ("الذكرى المئوية الثانية"). في فبراير 1970 أنشأت أيه أر بي سيلجنة استشارية للعملات المعدنية والميداليات. ودعا التقرير الأولي للجنة في يوليو/تموز 1970 إلى إنتاج نصف دولار تذكاري بمناسبة الذكرى المئوية الثانية. في ديسمبر 1970 دعت اللجنة إلى تصميمات خاصة لجميع فئات العملات الأمريكية بمناسبة الذكرى المئوية الثانية وقد أيدت أيه أر بي سي هذا الموقف في الشهر التالي. لكن وزارة الخزانة عارضت هذا التغيير في أعقاب موقفها القديم المعارض للعملات التذكارية. قدم العديد من المقترحات لعملات الذكرى المئوية الثانية في الكونجرس في عامي 1971 و1972 ولكن لم تمررها.
حضرت مديرة دار سك العملة ماري بروكس اجتماعات اللجنة الاستشارية. في أحد الاجتماعات أيدت وجود تاريخ مزدوج 1776-1976 على العملات المعدنية المتداولة للاحتفال بالذكرى السنوية في عام 1976 مع أن استيعاب تاريخين على الوجه الأمامي من شأنه أن ينطوي على صعوبات في الإنتاج. ومع ذلك وصفت في مقابلة صحفية فكرة تغيير العملات الست المتداولة (من السنت إلى الدولار) بأنها "كارثة". شعرت أنه إذا إصدر أي عملة معدنية بمناسبة الذكرى المئوية الثانية فيجب أن تكون غير متداولة ربما نصف سنت أو قطعة ذهبية. اعتقد بروكس أن مثل هذه العملة لن تعطل دار سك العملة في إنتاج العملات المعدنية للتداول. ومع ذلك خلال عام 1972 تراجعت عن هذا الموقف وبحلول نهاية العام أقنعت وزير الخزانة جورج شولتز بدعم مشروع قانون العملة المئوية الثانية.

## التفويض
في يناير 1973 قدم ممثل ولاية تكساس ريتشارد سي وايت تشريعًا بشأن الدولارات التذكارية ونصف الدولار. كما قدم السيناتور مارك هاتفيلد من ولاية أوريغون مشروع قانون يدعو إلى إصدار قطعة ذهبية بقيمة 25 دولارًا. في الثاني من مارس عام 1973 أعلنت وزارة الخزانة عن دعمها لتشريع العملة المئوية الثانية لإجراء تغييرات على تصميم الوجه الخلفي للدولارات المتداولة ونصف الدولار وأرسلت التشريع المقترح إلى الكونجرس بعد ثلاثة أيام. انعقدت جلسات الاستماع أمام اللجنة الفرعية في مجلس النواب في 2 مايو 1973. وشهد بروكس مؤيدًا إعادة التصميم المحدودة في مشروع القانون لكنه عارض إعادة تصميم العملة المعدنية على نطاق أوسع. وبصرف النظر عن مسألة الذكرى المئوية الثانية طلبت الحصول على تصريح لسك العملات المعدنية الأميركية في مستودع السبائك في ويست بوينت حيث كانت المساحة متاحة لتثبيت مكابس العملات القديمة. استنكر بروكس اقتراح هاتفيلد مؤكدًا أن العملة المعدنية يجب أن تكون نقية بنسبة 0.667 أو أقل لتجنب الاحتكار.
ونتيجة لهذه الجلسات قدمت عدة مشاريع قوانين إضافية وعقدت جلسات استماع إضافية أمام لجنة فرعية بمجلس الشيوخ في السادس من يونيو/حزيران. وشهدت بروكس مرة أخرى وردًا على الانتقادات التي أشارت إلى أنه سيغير المذهبين الأقل شعبية فقط أشارت إلى دعمها لربع المئوية الثانية أيضًا. في 13 يونيو أقرت لجنة المصارف في مجلس الشيوخ بشكل إيجابي مشروع قانون رقم 1141 والذي نص على تداول ربع دولار ونصف دولار ودولار بمناسبة الذكرى المئوية الثانية وأعطى الإذن بسك العملات المعدنية في ويست بوينت وسمح بإصدار نسخ مطلية بالفضة بنسبة 40% من العملات الجديدة لهواة الجمع. وقد أقره مجلس الشيوخ في 13 يوليو/تموز. ومع ذلك أرفق التعديلات التي تسمح للمواطنين الأميركيين بامتلاك الذهب وتنفيذ مقترح هاتفيلد بمشروع القانون. وفي الثاني عشر من سبتمبر/أيلول أقر مجلس النواب مشروع قانون مماثل وهو يختلف عن مشروع قانون مجلس الشيوخ في افتقاره إلى أي بند يتعلق بالذهب وعدم السماح بإصدار نسخ فضية من العملات الجديدة. 
اجتمع أعضاء المجلسين في لجنة مؤتمرية في 19 سبتمبر في جلسة وصفها المراقبون بأنها "ساخنة وثقيلة إلى حد ما". ولم يتضمن مشروع القانون الناتج أي أحكام تتعلق بالذهب لكنه سمح بإجراء تغييرات على الوجه الخلفي للربع والنصف دولار والدولار للذكرى المئوية الثانية. لن تتغير وجوه العملات الثلاث لكنها ستحمل التاريخ المزدوج 1776-1976. وبموجب شروط القانون فإن جميع العملات المعدنية التي ستسك وتصدر بعد 4 يوليو 1975 وقبل 1 يناير 1977 ستحمل تواريخ وتصاميم الذكرى المئوية الثانية. أصدر الكونجرس توجيهات إلى دار سك العملة بسك 45 مليون قطعة نقدية فضية (أي 15 مليون مجموعة) وحصلت دار سك العملة على السلطة المطلوبة لسك العملات في ويست بوينت. ستظل أرباع الدولار ونصف الدولار والدولارات المتداولة مصنوعة من النحاس والنيكل الملتصق بطبقة داخلية من النحاس أي مغطاة بالنحاس والنيكل. وقد مرر مشروع القانون المعدل في مجلسي الكونجرس في 4 أكتوبر 1973ووقع مشروع القانون ليصبح قانونًا من قبل الرئيس ريتشارد نيكسون في 18 أكتوبر. قاموا بإعادة تقديم إجراء هاتفيلد إلى جانب تشريع مماثل من أعضاء مجلس الشيوخ الآخرين في عام 1975 لكنه مات في اللجنة كما حدث مع التشريع الذي يسعى إلى إصدار قطعة نقدية بقيمة سنتين بمناسبة الذكرى المئوية الثانية ومشروع قانون يسعى إلى إصدار عملة معدنية تكريمًا لأبيجيل آدامز وسوزان بي أنتوني. كان الإنتاج الإضافي في ويست بوينت عاملاً أساسياً في التغلب على نقص السنتات في عام 1974 وسمح للدار بمرونة أكبر أثناء استعدادها لضرب قطع الذكرى المئوية الثانية.

## المسابقة
في 23 أكتوبر 1973 أعلنت وزارة الخزانة عن مسابقة لتصميم ثلاثة تصاميم للوجه الخلفي للعملة. يمكن لأي مواطن أمريكي تقديم رسم واحد أو صورة لنموذج جبس بقياس 10 بوصة (250 مـم) في القطر. كما هو مطلوب بموجب القانون كان من المفترض أن تتضمن المشاركات الأساطيرالولايات المتحدة الأمريكية من عِدَّةٍ واحدةٍ والمذهب المعني ربع دولار ونصف دولار ودولار واحد. كان وزير الخزانة شولتز بناءً على استشارة لجنة من القضاة هو الذي قرر التصميم الذي سيستخدم لكل فئة.
وبناء على طلب المدير بروكس اختارت الجمعية الوطنية للنحت خمسة حكام للمسابقة. كان القضاة هم رئيس الجمعية روبرت وينمان (ابن أدولف وينمان الذي صمم عملة العشرة سنتات من عطارد ونصف دولار من عملة الحرية المتحركة ) والنحات من ولاية كونيتيكت أدلاي إس. هاردين والنقاش الرئيسي السابق لدار سك العملة جيلروي روبرتس وجوليوس لاوث من شركة ميداليك آرت وإلفيرا كلاين ستيفانيلي أمينة قسم علم العملات في مؤسسة سميثسونيان.
وكان الموعد النهائي في الأصل هو 14 ديسمبر/كانون الأول 1973 ولكن مدده إلى 9 يناير/كانون الثاني 1974 بسبب أزمة الطاقة وتأخيرات البريد في عيد الميلاد. سافر بروكس أكثر من 7,000 ميل (11,000 كـم) للإعلان عن المسابقة. بحلول الموعد النهائي تلقت دار سك العملة 15000 استفسارًا و884 الإدخالات. لم يكن أعضاء اللجنة وأي شخص يعمل لدى الحكومة الأمريكية كنحات مؤهلاً للمشاركة. وكانت الجائزة لكل من الفائزين الثلاثة 5000 دولار. كان من المفترض في الأصل أن يتحكم في ويست بوينت ومع التأخير قاموا بدلاً من ذلك في دار سك العملة في فيلادلفيا .
ومن بين المشاركات اختار الحكام اثني عشر تصميمًا متأهلًا إلى الدور نصف النهائي وحصل النحات الذي قدم كل تصميم على جائزة قدرها 750 دولارًا أمريكيًا. كان على المتسابقين وضع أعمالهم على نماذج الجبس إذا لم يحصل ذلك بالفعل وقدمت المساعدة لهم في صنع النماذج.

## التحضير
أصدرت وزارة الخزانة التصاميم الاثني عشر المتبقية للتعليق العام في أوائل عام 1974. اثنتان من العملات المقترحة كانتا تحملان صور سفن شراعية واثنتان كانتا تحملان صورة قاعة الاستقلال في فيلادلفيا حيث وقع إعلان الاستقلال وثلاث عملات كانت تحمل صورة القمر أو المركبة الفضائية القمرية. كما صور آخر جرس الحرية متراكبًا على رمز ذري. وفقًا لخبير العملات مايكل ماروتا في مقالته عام 2001 حول عملات الذكرى المئوية الثانية "كان رد فعل مجتمع علم العملات على الإدخالات متوقعًا : اشتكى الجميع من خلال كتابة رسائل إلى المحرر".
من بين الاثني عشر اختار الحكام ستة متأهلين للنهائيات لمراجعتها من قبل لجنة مسابقة تصميم العملات الوطنية المئوية الثانية والتي تتكون من بروكس والممثل رايت باتمان والسيناتور جون سباركمان وسكرتير لجنة الفنون الجميلة تشارلز إتش أثيرتون وإريك بي نيومان رئيس اللجنة الاستشارية للعملات والميداليات في أيه أر بي سي. بعد تلقي توصيات اللجنة اختار السكرتير شولتز الفائزين وفي 6 مارس 1974 ذهب بروكس إلى برنامج عرض اليوم للإعلان عنهم. اختير تصميم جاك إل. أهر الذي يصور طبالًا استعماريًا مع شعلة النصر محاطة بثلاثة عشر نجمة (تمثل الولايات الأصلية) للربع. اختيرت صورة قاعة الاستقلال التي رسمها سيث هنتنغتون لنصف الدولار بينما اختيرت صورة جرس الحرية التي رسمها دينيس ر. ويليامز مقابل القمر لنصف الدولار. كان أهر مالكًا لشركة فنية تجارية وكان هنتنغتون فنانًا رئيسيًا في شركة براون وبيجلو للنشر في مينيابوليس. كان ويليامز في عمر 21 عامًا أصغر شخص يصمم عملة أمريكية وكان طالبًا في الفنون وكان قد ابتكر تصميمه في الأصل كمهمة دراسية. لن يقوموا بإجراء أي تغيير على وجهي العملات المعدنية باستثناء التأريخ المزدوج.

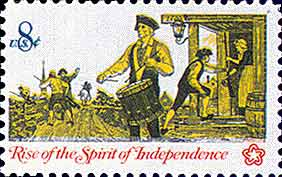
يصور طابع الذكرى المئوية الثانية لعام 1973 هذا مثل الربع عازف طبول استعماري.

اتُهم أهر بنسخ طبولته من طابع بريدي يعود لعام 1973 من قبل مصمم الطابع ويليام أ. سميث ولكنه أنكر ذلك. وفقًا للمؤرخ العملاتي والتر برين "من الواضح أن كلاهما مشتق من لوحة روح أرشيبالد ويلارد التي رسمها عام 1876،" وهي اللوحة التي يقترح مؤلف علم العملات النقدية ديفيد إل. جانز أن كلاهما رآها بلا شك في وقت ما من حياتهما. لكن أهر أشار إلى أن ابنه كان بمثابة النموذج للطبال. ذكر بروكس في رسالة إلى سميث أن تصميم الحي كان "أصليًا بدرجة كافية" لإبهار الجمعية الوطنية للنحت. وقد انتقد وينمان في وقت لاحق التصاميم الفائزة :
أنا حقا لا أعتقد أن ما حصلنا عليه كان صفقة عظيمة. لم يكن أي شيء مما اخترناه فائزًا حقيقيًا يمكنني القتال من أجله حتى الموت. أما فيما يتعلق بما كان علينا أن نعمل به فأعتقد أننا بذلنا قصارى جهدنا.
في 24 أبريل 1974 أحضر المصممين الثلاثة الفائزين إلى واشنطن العاصمة. بعد جولة في البيت الأبيض واجتماعات مع اللجان الكونجرسية التي نظرت في أوراق العملة المعدنية ذهبوا إلى مبنى الخزانة وتلقوا شيكاتهم بقيمة 5000 دولار من وزير الخزانة الجديد ويليام إي. سيمون الذي سألهم مازحًا عما إذا كانوا يريدون استثمار جوائزهم في سندات الادخار.
أجرى كبير النقاشين في دار سك العملة فرانك جاسبارو تغييرات طفيفة على التصميمات الثلاثة العكسية. قام جاسبارو بتبسيط تصميم الربع وتعديل الطبلة من أجل الحفاظ على الأصالة وتغيير الحروف وتعديل التعبير على وجه الطبال. قام بإجراء تغييرات طفيفة على قاعة الاستقلال على نصف الدولار وقام بتغيير الحروف الموجودة على الدولار لتسهيل تدفق المعدن أثناء الختم وطلب من المصمم تقويم الحافة السفلية لجرس الحرية. صرح أهر لاحقًا أنه كان يرغب في الحصول على مزيد من الوقت لإكمال تصميمه راغبًا في توضيح ملامح وجه الطبال. إضيفت الأحرف الأولى من اسم المصمم إلى التصميم بواسطة دار سك العملة. واتفق الثلاثة على أن التغييرات التي أجراها جاسبارو أدت إلى تحسين تصميماتهم.

## إنتاج
| [[{{{image}}}\|alt=]] |

في 12 أغسطس 1974 كان المصممون الثلاثة في دار سك العملة في فيلادلفيا حيث قاموا بتشغيل المكابس بشكل احتفالي لضرب العملات الأولى التي تحمل تصاميمهم. وقد عرضت هذه النماذج الأولية تحت حراسة مسلحة في مؤتمر الجمعية الأمريكية لعلم العملات في فلوريدا في اليوم التالي. إنها تختلف عن جميع العملات المئوية الثانية الأخرى في أنها سكت من الفضة بدون علامة دار سك العملة تحمل العملات الفضية الأخرى علامة دار سك العملة "أس" كما سكت في مكتب تحليل العملة في سان فرانسيسكو (كما كانت دار سك العملة في سان فرانسيسكو تُعرف آنذاك). العملات المعدنية التي ضربت في دنفر تحمل الحرف "دي" على الوجه الأمامي أما القطع التي لا تحمل علامة دار السك فقد ضربت في فيلادلفيا. قدمت مجموعات من هذه النماذج الأولية إلى الرئيس جيرالد فورد ومستشارة الرئيس آن أرمسترونج ومدير جون وارنر لإدارة الذكرى المئوية الثانية للثورة الأمريكية (خليفة إدارة الذكرى المئوية الثانية للثورة الأمريكية). صهرت جميع العملات الأولى الأخرى ولم يقوموا بالاحتفاظ بنسخ منها حتى للمجموعة الوطنية للعملات.

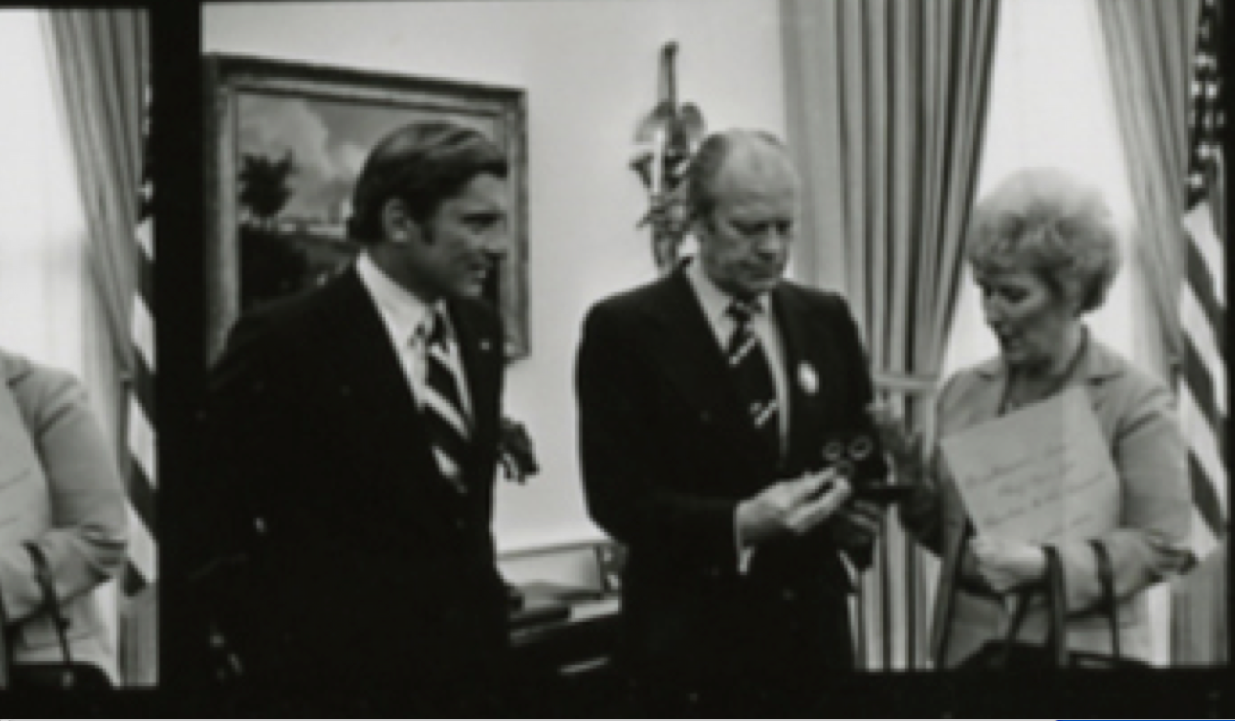
قدمت مديرة دار سك العملة ماري بروكس للرئيس جيرالد فورد (في الوسط) المجموعة الأولى من العملات المعدنية المئوية الثانية في 13 نوفمبر 1974 بينما كان مدير إدارة الذكرى المئوية الثانية للثورة الأمريكية جون وارنر يراقب الحفل.

اعتقدت دار سك العملة أنه إذا كان مطلوبًا منها سك أرباع الدولارات ونصف الدولارات والدولارات لعام 1975 فلن يكون من الممكن سك ما يكفي منها قبل أن تبدأ إصدارات الذكرى المئوية الثانية لمنع القطع الصادرة عام 1975 من أن تصبح عناصر لهواة الجمع. وقد أدى هذا إلى خطر نقص العملات المعدنية في الوقت الذي كانت فيه دار سك العملة تسعى إلى بناء فائض من العملات المعدنية من فئة الربع دولار. عاد مسؤولو دار سك العملة إلى الكونجرس لطلب تعديل التشريع. في 26 ديسمبر 1974 وقع الرئيس فورد على مشروع قانون أدخل عدة تغييرات غير مثيرة للجدل على القانون بما في ذلك أحكام تسمح للدار بسك القطع التي يعود تاريخها إلى عام 1974 حتى تبدأ في سك عملات الذكرى المئوية الثانية. وبموجب شروط التشريع المعدل لم يكن من الممكن إصدار العملات التذكارية حتى بعد 4 يوليو 1975.
في 15 نوفمبر 1974 بدأت دار سك العملة في تلقي الطلبات على القطع الفضية بسعر 15 دولار أمريكي للمجموعات التجريبية و 9 دولار أمريكي للقطع غير المتداولة مع الموعد النهائي للطلبات في 31 يناير 1975. العملات المعدنية غير المتداولة تشبه تلك التي أصدرت حديثًا للتداول العملات المعدنية الإثباتية لها لمسة نهائية عاكسة. كان المشترين يقتصرون في البداية على خمس مجموعات للشخص الواحد. في 19 يناير 1975 أعلن بروكس أن سعر مجموعة الفضة قد انخفض إلى 12 دولار أمريكي وقاموا بالتنازل عن حد الطلب. أرسل المبالغ المستردة عن طريق الشيك إلى المشترين الذين دفعوا السعر الأعلى. وأشارت بروكس إلى أن خفض الأسعار جاء بسبب كفاءة الإنتاج وهو ما أرادت أن تنقل فوائده إلى الجمهور. ورغم ذلك أشار كاتب العمود المتخصص في علم العملات إد رايتر إلى أن هذا التخفيض جاء وسط احتجاجات من مجتمع علم العملات على أن السعر كان مرتفعاً للغاية. اقترح تاجر العملات هيربي سكلتون في عام 1977 أن السعر المرتفع الأولي للمجموعات والذي تبعه التخفيض إلى جانب سك كميات كبيرة من مجموعات الفضة جعل الجمهور يشعر بالشك وساهم في تأخر المبيعات. في 20 أغسطس 1975 خفض سعر مجموعات الفضة غير المتداولة إلى 7 دولار أمريكي عندما قاموا بإجراء عمليات شراء بالجملة لـ 50 أو أكثر. طلب أحد البنوك في تايوان 250 ألف مجموعات بهذا السعر.
كانت أولى العملات المعدنية المئوية الثانية التي أنتجت والمخصصة للعامة هي الدولارات، والتي سكت في فبراير 1975. سكت أول عملة معدنية لهواة الجمع في سان فرانسيسكو في 23 أبريل 1975. قام مكتب تحليل العملات في سان فرانسيسكو أولاً بضرب 45 مليون عملة فضية مما أدى إلى إنتاج أحد عشر مليون مجموعة من العملات غير المتداولة وأربعة ملايين من العملات التجريبية ثم بدأ في صنع القطع المعدنية الأساسية. وبمجرد أن بدأ الضرب وجدت دار سك العملة أن الدولار المصنوع من النحاس والنيكل كان يضرب بشكل غير واضح وهي مشكلة لم نشهدها مع القطع الفضية. قامت دار سك العملة بتعديل القوالب وكان التغيير الأكثر وضوحًا هو أن الإصدار المنقح أو النوع الثاني كما أصبح معروفًا، يحتوي على أحرف أضيق وأكثر وضوحًا على الجانب الخلفي. جميع القطع الفضية (التي ضربت في سان فرانسيسكو فقط) هي من النوع الأول وجميع دور السك الثلاث قامت بضرب قطع من النحاس والنيكل من النوع الأول والنوع الثاني. جميع الدولارات المضمنة في مجموعات إثبات عام 1975 هي من النوع الأول وجميع تلك المضمنة في مجموعات إثبات عام 1976 هي من النوع الثاني. لم تسلم العملات المئوية الثانية لهواة الجمع إلا بعد الرابع من يوليو عام 1975. ضمن قطع الذكرى المئوية الثانية المصنوعة من المعدن الأساسي في مجموعات إثبات عام 1975 ومجموعات دار سك العملة جنبًا إلى جنب مع عملات سنتات ونيكل ودايمات مؤرخة عام 1975.
ودخلت العملات المعدنية الجديدة التداول لأول مرة في 7 يوليو/تموز 1975 عندما أصدر نصف الدولار بالتزامن مع احتفالات في مينيابوليس مسقط رأس هنتنغتون. وتبع ذلك الربع في سبتمبر والدولار في أكتوبر وكل منهما أيضًا مع احتفالات للاحتفال بالإصدار. سُكّت القطع النقدية بأعداد فاقت المطلوب للتداول وصرح متحدث باسم دار سك العملة : "كانت الفكرة من سكّها هي توفير ما يكفي منها لإتاحة الفرصة لأكبر عدد ممكن من الأمريكيين لإصدار عملات تذكارية بمناسبة الذكرى المئوية الثانية. إنها تذكارات."
في عام 1977 عادت دار سك العملة إلى التصميمات القديمة للربع ونصف الدولار والدولار. انخفضت المبيعات بشكل كبير بحلول منتصف عام 1977 ربما إلى 300 مجموعة في الأسبوع ووصف أحد مسؤولي دار سك العملة المبيعات مقابل الكميات الضخمة غير المباعة بأنها "قطرة في دلو". بحلول عام 1979 توقعت دار سك العملة نفاد مجموعة العملات الفضية في نهاية المطاف لكنها اعترفت بأنه مع وجود كميات هائلة غير مباعة لم تكن هناك إمكانية واقعية لبيع جميع مجموعات العملات الفضية غير المتداولة. في 17 سبتمبر 1979 وفي مواجهة ارتفاع أسعار الفضة أعلنت مديرة دار سك العملة ستيلا ب. هاكل أنه ستزال المجموعات من البيع. قاموا بإعادتها للبيع في أغسطس 1980 بأسعار متزايدة بلغت 20 دولار أمريكي للنسخة التجريبية و 15 دولار أمريكي للنسخة غير المتداولة. في سبتمبر 1981 قامت دار سك العملة مستشهدة بانخفاض سعر الفضة بخفض سعر المجموعات إلى 15 دولار أمريكي للعملة الأصلية و 12 دولار أمريكي للعملة غير المتداولة. حدد حد 100 مجموعة لكل شخص على مبيعات النسخ الأصلية مع عدم وجود حد على النسخ غير المتداولة. صهر عدد كبير من المجموعات من قبل الحكومة في عام 1982. صرحت مديرة دار سك العملة في إدارة ريغان دونا بوب لاحقًا "استمرت مبيعات عملات الذكرى المئوية الثانية العادية الصادرة في الفترة من 1776 إلى 1976 على ما يبدو إلى الأبد." في 31 ديسمبر 1986 سحبت مجموعات العملات الفضية غير المتداولة المتبقية من البيع. في ذلك الوقت أُعلن أن مجموعات الإثبات قد بيعت بالفعل عندما بيعت العملات المعدنية. ومع ذلك ذكر ماروتا في عام 2001 أنه عندما توقفت المبيعات بقي 400 ألف مجموعة تجريبية و200 ألف مجموعة غير متداولة في المخزون.

بسبب الكميات الكبيرة التي ضربت تظل عملات المئوية الثانية غير مكلفة. تحتوي مجموعة من ثلاث عملات فضية على.5381 أوقية ترويسية (16.74 غ) من المعدن الثمين.  في دراسة إحصائية أجريت عام 1996 وجد تلفزيون باتري أن حوالي 750 مليون نسخة من أرباع التوزيع أي أكثر من الثلث خزينت ولم تتداول. في عام ١٩٧٧ اقترح تاجر العملات مارسيل ساسولا بخصوص مجموعات الفضة : "لقد بيع عدد كبير جدًا منها وأعتقد أن الأمر سيستغرق وقتًا طويلًا قبل أن تكتسب أي قيمة حقيقية. ربما بحلول الذكرى المئوية الثالثة."
يظهر أدناه إجمالي العملات المعدنية التي سكت بواسطة دار سك العملة :
| عملات معدنية متداولة     | فيلادلفيا   | دنفر        |
| ------------------------ | ----------- | ----------- |
| أرباع                    | 809,784,016 | 860,118,839 |
| نصف دولار                | 234,308,000 | 287,565,248 |
| الدولارات (النوع الأول)  | 4,019,000   | 21,048,710  |
| الدولارات (النوع الثاني) | 113,318,000 | 82,179,164  |

| سان فرانسيسكو (مجموعات)                                          | النحاس والنيكل | مطلي بالفضة |
| ---------------------------------------------------------------- | -------------- | ----------- |
| في عام 1975 مجموعات الإثبات (ست عملات معدنية من سنت إلى دولار)   | 2,845,450      | 0           |
| في عام 1976 مجموعات الإثبات (ست عملات معدنية كما هو مذكور أعلاه) | 4,149,730      | 0           |
| العدد الفعلي للمجموعات الفضية غير المتداولة الصادرة              | 0              | 4,908,319   |
| العدد الفعلي لمجموعات العملات الفضية الصادرة                     | 0              | 3,998,621   |